# Witoszyce
Witoszyce – wieś w Polsce, położona w województwie dolnośląskim, w powiecie górowskim, w gminie Góra.

## Podział administracyjny
| SIMC    | Nazwa   | Rodzaj     |
| ------- | ------- | ---------- |
| 0370518 | Laskowa | przysiółek |

W latach 1975–1998 miejscowość administracyjnie należała do województwa leszczyńskiego.

## Zabytki i osobliwości
Do wojewódzkiego rejestru zabytków wpisane są obiekty:
- zespół pałacowy i folwarczny, z XVIII w., XIX w.:
  - pałac, z początku XVIII w., 1810 r.
  - park
  - oranżeria
  - dom ogrodnika
  - folwark.

We wsi wytwarzane są makarony Witomari, produkowane z jaj pozyskiwanych od kur zielononóżek. Produkt ten znajduje się w katalogu sieci dziedzictwa kulinarnego Dolnego Śląska.